# بنواستکی
بنواسنکی روستایی از توابع شهرستان کوهرنگ در استان چهارمحال و بختیاری است که به دلیل وجود بزرگترین دشت لاله های واژگون ایران یعنی دشت لاله‌های واژگون کوهرنگ شهرت دارد.

## جمعیت
این روستا در دهستان شوراب تنگزی قرار دارد و براساس سرشماری مرکز آمار ایران در سال ۱۴۰۰ جمعیت آن ۱۸۵ نفر (۴۵) خانوار بوده است.